# دنماركسهافن

موقع دنماركسهافن في شمال شرق جرينلاند

دنماركسهافن هي محطة مناخية صغيرة في حديقة شمال شرق جرينلاند الوطنية في جرينلاند، سكانها الدائمين 8 أفراد، وهي أقصى موقع في شمال بحر جرينلاند تستطيع كاسرات الجليد أن تصل إليه، ويتم تموينها بسفينة بضائع في أغسطس من كل عام.

## المناخ
يظهر الجدول التالي التغييرات المناخية على مدار السنة لدنماركسهافن:
| البيانات المناخية لـدنماركسهافن   | البيانات المناخية لـدنماركسهافن | البيانات المناخية لـدنماركسهافن | البيانات المناخية لـدنماركسهافن | البيانات المناخية لـدنماركسهافن | البيانات المناخية لـدنماركسهافن | البيانات المناخية لـدنماركسهافن | البيانات المناخية لـدنماركسهافن | البيانات المناخية لـدنماركسهافن | البيانات المناخية لـدنماركسهافن | البيانات المناخية لـدنماركسهافن | البيانات المناخية لـدنماركسهافن | البيانات المناخية لـدنماركسهافن | البيانات المناخية لـدنماركسهافن |
| الشهر                             | يناير                           | فبراير                          | مارس                            | أبريل                           | مايو                            | يونيو                           | يوليو                           | أغسطس                           | سبتمبر                          | أكتوبر                          | نوفمبر                          | ديسمبر                          | المعدل السنوي                   |
| --------------------------------- | ------------------------------- | ------------------------------- | ------------------------------- | ------------------------------- | ------------------------------- | ------------------------------- | ------------------------------- | ------------------------------- | ------------------------------- | ------------------------------- | ------------------------------- | ------------------------------- | ------------------------------- |
| الدرجة القصوى °م (°ف)             | 4.5 (40.1)                      | 0.2 (32.4)                      | 0.3 (32.5)                      | 3.8 (38.8)                      | 11.8 (53.2)                     | 14.3 (57.7)                     | 16.4 (61.5)                     | 15.1 (59.2)                     | 8.6 (47.5)                      | 4.0 (39.2)                      | 2.4 (36.3)                      | 3.8 (38.8)                      | 16.4 (61.5)                     |
| متوسط درجة الحرارة الكبرى °م (°ف) | −18.8 (−1.8)                    | −20.0 (−4.0)                    | −19.4 (−2.9)                    | −13.1 (8.4)                     | −3.6 (25.5)                     | 3.2 (37.8)                      | 6.6 (43.9)                      | 5.0 (41.0)                      | −2.0 (28.4)                     | −10.7 (12.7)                    | −16.3 (2.7)                     | −17.9 (−0.2)                    | −8.9 (16.0)                     |
| المتوسط اليومي °م (°ف)            | −23.1 (−9.6)                    | −24.3 (−11.7)                   | −23.4 (−10.1)                   | −17.2 (1.0)                     | −6.5 (20.3)                     | 0.8 (33.4)                      | 3.7 (38.7)                      | 2.3 (36.1)                      | −4.3 (24.3)                     | −13.7 (7.3)                     | −19.9 (−3.8)                    | −21.9 (−7.4)                    | −12.3 (9.9)                     |
| متوسط درجة الحرارة الصغرى °م (°ف) | −27.6 (−17.7)                   | −28.7 (−19.7)                   | −28.0 (−18.4)                   | −22.5 (−8.5)                    | −10.4 (13.3)                    | −1.9 (28.6)                     | 0.8 (33.4)                      | −0.5 (31.1)                     | −7.1 (19.2)                     | −17.0 (1.4)                     | −23.8 (−10.8)                   | −26.1 (−15.0)                   | −16.1 (3.1)                     |
| أدنى درجة حرارة °م (°ف)           | −42.2 (−44.0)                   | −41.0 (−41.8)                   | −43.6 (−46.5)                   | −38.6 (−37.5)                   | −26.0 (−14.8)                   | −12.8 (9.0)                     | −3.6 (25.5)                     | −8.2 (17.2)                     | −17.6 (0.3)                     | −31.0 (−23.8)                   | −36.3 (−33.3)                   | −41.1 (−42.0)                   | −43.6 (−46.5)                   |
| الهطول مم (إنش)                   | 11 (0.4)                        | 12 (0.5)                        | 16 (0.6)                        | 9 (0.4)                         | 5 (0.2)                         | 6 (0.2)                         | 15 (0.6)                        | 15 (0.6)                        | 11 (0.4)                        | 12 (0.5)                        | 12 (0.5)                        | 15 (0.6)                        | 139 (5.5)                       |
| متوسط أيام هطول الأمطار (≥ 1 mm)  | 3.4                             | 3.7                             | 3.9                             | 2.5                             | 1.8                             | 1.6                             | 2.8                             | 3.2                             | 3.2                             | 3.5                             | 3.3                             | 3.5                             | 36.4                            |
| ساعات سطوع الشمس الشهرية          | 0                               | 11                              | 131                             | 274                             | 368                             | 341                             | 376                             | 272                             | 168                             | 67                              | 0                               | 0                               | 2٬008                           |
| نسبة وصول أشعة الشمس              | 0.0                             | 11.1                            | 37.1                            | 47.5                            | 49.5                            | 47.4                            | 50.5                            | 39.1                            | 39.7                            | 31.0                            | 0.0                             | 0.0                             | 29.4                            |
| المصدر:                           |                                 |                                 |                                 |                                 |                                 |                                 |                                 |                                 |                                 |                                 |                                 |                                 |                                 |